# Enfrontament de Mardakert de 2008
Els enfrontaments de Mardakert de 2008 van començar el 4 de març després de les protestes de les eleccions armènies de 2008. Va involucrar els combats més intensos entre membres d'ètnia armènia i les forces àzeris sobre la regió en disputa d'Alt Karabakh des del cessament el foc de 1994 després de la primera guerra de l'Alt Karabakh.
Fonts armènies van acusar l'Azerbaidjan d'intentar aprofitar els disturbis en curs a Armènia. En la seva contrapart de l'Azerbaidjan, es va culpar Armènia sobre que el seu govern estava tractant de desviar l'atenció a causa de les tensions internes.
Després de l'incident, el 14 de març, l'Assemblea General de les Nacions Unides, amb 39 vots a favor i 7 en contra, va adoptar la Resolució 62/243, que exigia la retirada immediata de totes les forces armènies.

## Preludi
En un senyal de desaprovació després de la declaració d'independència de Kosovo l'any 2008, el parlament de l'Azerbaidjan va votar per a retirar un equip de manteniment de la pau àzeri de 33 membres que havien estat servint allí sota el comandament de l'OTAN des de 1999, com a part de la missió de manteniment de la pau turca. El 4 de març, el president de l'Azerbaidjan, Ilham Alíev, va dir que la independència de Kosovo estava "embravint els separatistes armenis a l'Alt Karabakh", i que el seu país estava preparat per a recuperar-lo per la força. Abans de les escaramusses, Ilham Alíev havia insistit en nombroses ocasions en que el seu país estava preparat per a reprendre la regió per la força i havia estat comprant l'equip militar i les municions per a fer-lo. No obstant això, Alíev va expressar la seva esperança que el creixent exèrcit de l'Azerbaidjan pogués impulsar les converses cap a un avanç diplomàtic: "Arribarà un moment en què els armenis estaran d'acord amb aquest tractat", va dir.

## Esdeveniments

### Des del punt de vista de l'Azerbaidjan
Segons la part àzeri, les forces armènies van atacar les posicions del seu exèrcit al districte Tartar de l'Azerbaidjan. En la batalla resultant, vuit militars àzeris i dotze militars armenis van morir, mentre que altres quatre militars armenis van resultar ferits.

### Des del punt de vista d'Armènia
Segons la part armènia, les forces àzeris van atacar posicions armènies prop del llogaret de Levonarkh a la regió de Mardakert, al nord-est de l'Alt Karabakh, el 4 de març de 2008. Després, van prendre breument les posicions ocupades per les forces armènies, que després van ser recapturades. També es va afirmar que vuit militars àzeris van morir i set van resultar ferits, amb dos militars armenis ferits. Es va destacar a més que els àzeris van fugir deixant armament en el camp de batalla. El president armeni Robert Kotxarian va afirmar que les tropes àzeris van usar artilleria pesada en la lluita.